# Fado Português
Fado Português é um disco de Amália Rodrigues, editado internacionalmente em Junho de 1965. O disco apenas foi editado em Portugal no ano de 1970.
O disco foi gravado nos estúdios Valentim de Carvalho de Paço de Arcos. Amália foi acompanhada à guitarra portuguesa por Domingos Camarinha e nas violas por Castro Mota e Martinho d'Assunção. O técnico de som foi o boda  A fotografia que aparece na capa é de Augusto Cabrita.
Este álbum foi essencial na popularização da obra de Alain Oulman e do chamado “novo fado”. No disco foram publicados três temas que foram considerados "milagres da poesia musicada" (“Fado Português", “Erros Meus" e "Gaivota"). "O Busto não foi propriamente um álbum muito popular" e é com Gaivota que há maior aceitação desse tipo de repertório mais complexo.
Em 10 de Julho de 2015, por ocasião dos 50 anos do lançamento do disco, foi lançada uma nova edição, coordenada por Frederico Santiago, que reúne pela primeira vez todos os temas das sessões de gravação, além de ensaios e versões inéditas da mesma altura. A conservação em perfeito estado das bobines originais também permitiu a reprodução do som mono primitivo, nunca antes disponível em cd. 
A edição de dois discos contém os doze temas do alinhamento original e mais dez outros temas gravados na mesma altura mas não incluídos no LP: "Espelho quebrado", "Cansaço", "As águias", "Água e mel", "Fandangueiro" e "Lianor". O segundo CD é constituído por gravações inéditas, incluindo os ensaios com o compositor Alain Oulman e os guitarristas, e uma versão nunca antes editada de "Fado português" (José Régio/Alain Oulman), gravada em 1967.  
Para o investigador Frederico Santiago, responsável pelas recentes reedições de trabalhos de Amália, este disco "corresponde ao período áureo, do ponto de vista de impulso criativo, de Alain Oulman - cite-se temas como 'A gaivota' e 'Fado português', um tempo em que os dois [Oulman e Amália] trabalhavam muito juntos".
"Fado português" foi o único poema de José Régio interpretado por Amália mas Vitor Pavão dos Santos, na obra "Amália E Os Poetas", considera que:  “Aquilo que o Régio dizia do fado era o que a Amália achava que era o fado. Havia as teorias de que tinha vindo do Brasil, e ela achava que se tinha simplesmente encontrado o fado." 

## Alinhamento
| #   | Título                    | Poesia / Música                      |
| --- | ------------------------- | ------------------------------------ |
| 1.  | "Fado Português"          | José Régio / Alain Oulman            |
| 2.  | "Cantiga de Amigo"        | Mendinho / Alain Oulman              |
| 3.  | "Si, si, si"              | Moradiellas                          |
| 4.  | "Erros Meus"              | Luís Vaz de Camões / Alain Oulman    |
| 5.  | "Nome de Rua"             | David Mourão-Ferreira / Alain Oulman |
| 6.  | "Na Esquina de Ver o Mar" | Luís de Macedo / Alain Oulman        |
| 7.  | "Gaivota"                 | Alexandre O'Neill / Alain Oulman     |
| 8.  | "Verde, verde"            | Pedro Homem de Melo / Alain Oulman   |
| 9.  | "Paresito Faraon"         | Montes / Ulecia                      |
| 10. | "Sombra"                  | David Mourão-Ferreira / Alain Oulman |
| 11. | "Fado Corrido"            | Jorge Brum do Canto / Popular        |
| 12. | "Ai Mouraria"             | Amadeu do Vale / Frederico Valério   |

## Posições
| Paradas (1965)                 | Posições |
| ------------------------------ | -------- |
| Portugal - AFP                 | 1        |
| França - SNEP                  | 2        |
| Estados Unidos - Billboard 200 | 51       |

| País / Certificadora | Certificação | Vendas  |
| -------------------- | ------------ | ------- |
| Portugal AFP         | Diamante     | 500.000 |
| França SNEP          | Platina      | 400.000 |
| Espanha PROMUSICAE   | Platina      | 100.000 |
| Brasil ABPD          | Platina      | 250.000 |
| México AMPROFON      | Ouro         | 100.000 |
| Bélgica BEA          | Ouro         | 20.000  |
| Países Baixos NVPI   | Ouro         | 15.000  |